# Zweite Regierung Pitt der Jüngere

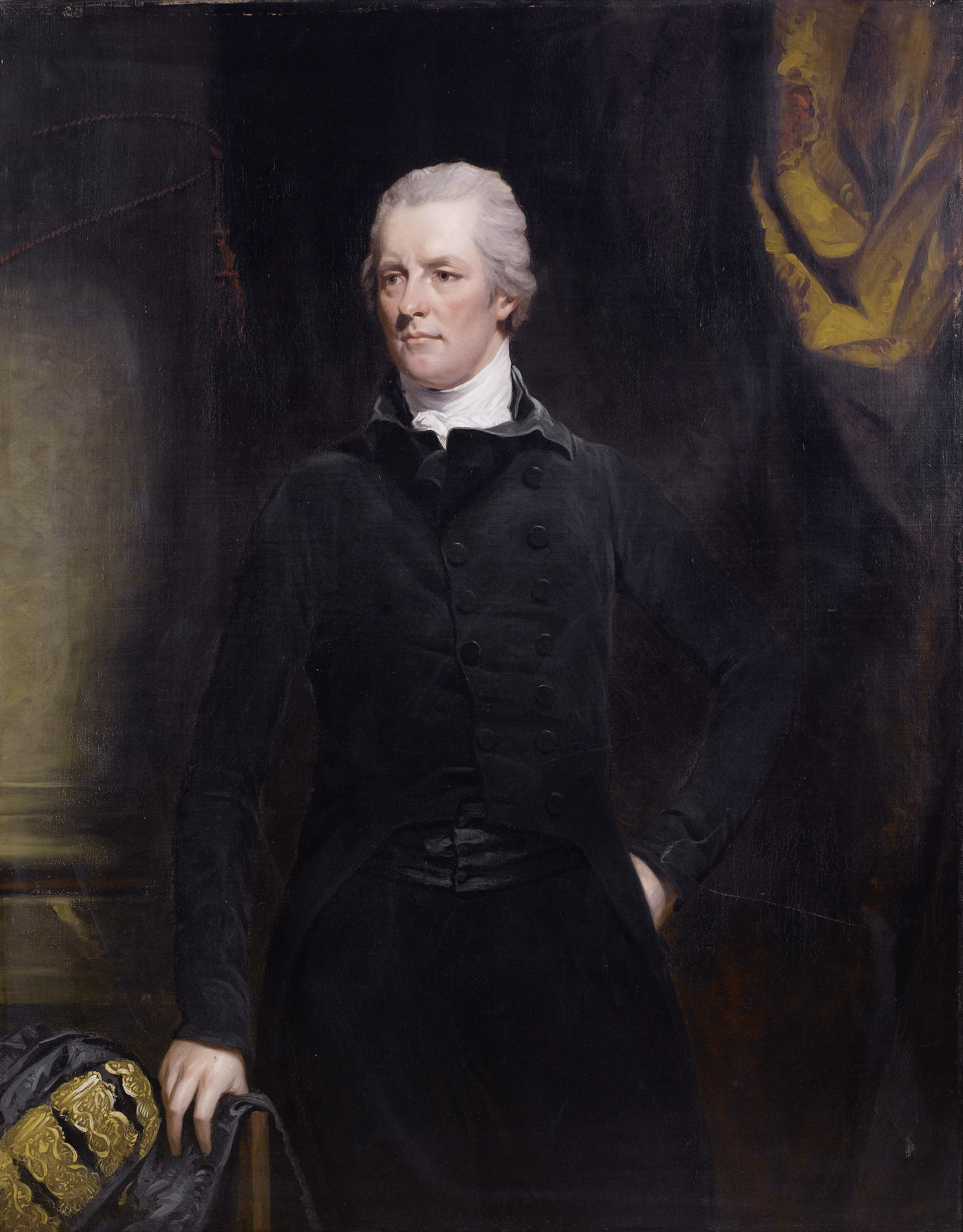
William Pitt war zwischen 1804 und 1806 Erster Lord des Schatzamtes und Schatzkanzler

Die Zweite Regierung Pitt der Jüngere bestand im Vereinigten Königreich Großbritannien und Irland vom 10. Mai 1804 bis zum 23. Januar 1806. Sie wurde benannt nach William Pitt von den konservativen Tories, der zwischen 1804 und 1806 Erster Lord des Schatzamtes und Schatzkanzler war, und am 23. Januar 1806 im Amt verstarb.

## Kabinettsmitglieder
Dem Kabinett gehörten folgende Mitglieder an:
| Amt                              | Amtsinhaber | Beginn der Amtszeit                        | Ende der Amtszeit                             |
| -------------------------------- | --- | ------------------------------------------ | --------------------------------------------- |
| Erster Lord des Schatzamtes      | William Pitt | 10. Mai 1804                               | 23. Januar 1806                               |
| Schatzkanzler                    | William Pitt | 10. Mai 1804                               | 23. Januar 1806                               |
| Lordkanzler                      | John Scott, 1. Earl of Eldon                                                                                     | 10. Mai 1804                               | 23. Januar 1806                               |
| Lordpräsident des Rates          | William Cavendish-Bentinck, 3. Duke of Portland Henry Addington, 1. Viscount Sidmouth John Pratt, 2. Earl Camden | 10. Mai 1804 14. Januar 1805 10. Juli 1805 | 14. Januar 1805 10. Juli 1805 23. Januar 1806 |
| Lordsiegelbewahrer               | John Fane, 10. Earl of Westmorland                                                                               | 10. Mai 1804                               | 23. Januar 1806                               |
| Innenminister                    | Robert Jenkinson, 2. Baron Hawkesbury                                                                            | 10. Mai 1804                               | 23. Januar 1806                               |
| Außenminister                    | Dudley Ryder, 2. Baron Harrowby Henry Phipps, 3. Baron Mulgrave                                                  | 14. Mai 1804 11. Januar 1805               | 11. Januar 1805 23. Januar 1806               |
| Minister für Krieg und Kolonien  | John Pratt, 2. Earl Camden Robert Stewart, Viscount Castlereagh                                                  | 14. Mai 1804 10. Juli 1805                 | 10. Juli 1805 23. Januar 1806                 |
| Erster Lord der Admiralität      | Henry Dundas, 1. Viscount Melville Charles Middleton, 1. Baron Barham                                            | 15. Mai 1804 30. April 1805                | 30. April 1805 23. Januar 1806                |
| Generalfeldzeugmeister           | John Pitt, 2. Earl of Chatham                                                                                    | 10. Mai 1804                               | 23. Januar 1806                               |
| Präsident des Handelsamtes       | James Graham, 3. Duke of Montrose                                                                                | 7. Juni 1804                               | 23. Januar 1806                               |
| Präsident des Kontrollamtes      | Robert Stewart, Viscount Castlereagh                                                                             | 10. Mai 1804                               | 23. Januar 1806                               |
| Kanzler des Herzogtums Lancaster | Henry Phipps, 3. Baron Mulgrave Robert Hobart, 4. Earl of Buckinghamshire Dudley Ryder, 2. Baron Harrowby        | 6. Juni 1804 14. Januar 1805 10. Juli 1805 | 14. Januar 1805 9. Juli 1805 23. Januar 1806  |
| Minister ohne Geschäftsbereich   | William Cavendish-Bentinck, 3. Duke of Portland                                                                  | 14. Januar 1805                            | 23. Januar 1806                               |